# Prix World Fantasy de la meilleure anthologie
Le prix World Fantasy est un prix littéraire créé en 1975 et récompensant des œuvres de fantasy. Le vainqueur est désigné lors de la World Fantasy Convention. Ses participants établissent la liste des nominations avant qu'un jury, renouvelé tous les ans, prenne sa décision.
La catégorie de la meilleure anthologie récompense les anthologies de fantasy. Cette catégorie a été créée en 1988. De 1977 à 1987, les anthologies étaient regroupées avec les recueils de nouvelles.

## Palmarès
Note : les gagnants sont cités en premier, suivis par les autres œuvres nommées classées par ordre d'arrivée.
Sauf indication contraire ou complémentaire, les informations mentionnées dans cette section proviennent du site officiel du prix World Fantasy et de la Science Fiction Awards Database.

### Années 1980

#### 1988
The Architecture of Fear par Kathryn Cramer et Peter D. Pautz et Dark Descent par David G. Hartwell (ex æquo)
- In the Field of Fire par Jeanne Van Buren Dann et Jack Dann, éds.
- Masques II par J. N. Williamson, éd.
- Night Visions 4 (anonyme)
- Other Edens par Christopher Evans et Robert Holdstock, éds.
- The Year's Best Horror Stories: XV par Karl Edward Wagner, éd.

#### 1989
The Year's Best Fantasy: First Annual Collection par Ellen Datlow et Terri Windling, éds.
- Night Visions 6 (anonyme)
- Prime Evil par Douglas E. Winter, éd.
- Silver Scream par David J. Schow, éd.

### Années 1990
| Sommaire : | - Haut - 1990 - 1991 - 1992 - 1993 - 1994 - 1995 - 1996 - 1997 - 1998 - 1999 |

#### 1990
The Year's Best Fantasy: Second Annual Collection par Ellen Datlow et Terri Windling, éds.
- Blood Is Not Enough par Ellen Datlow, éd.
- Book of the Dead par John Skipp et Craig Spector, éds.
- Razored Saddles par Joe R. Lansdale et Pat LoBrutto, éds.

#### 1991
Best New Horror par Stephen Jones (en) et Ramsey Campbell, éds.
- Alien Sex par Ellen Datlow, éd.
- Borderlands par Thomas F. Monteleone, éd.
- Dark Voices 2: The Pan Book of Horror par David Sutton et Stephen Jones (en), éds.
- Walls of Fear par Kathryn Cramer, éd.
- The Year's Best Fantasy and Horror: Third Annual Collection par Ellen Datlow et Terri Windling, éds.

#### 1992
The Year's Best Fantasy and Horror: Fourth Annual Collection par Ellen Datlow et Terri Windling, éds.
- After the King: Stories in Honor of J.R.R. Tolkien par Martin H. Greenberg, éd.
- Famous Fantastic Mysteries par Stefan R. Dziemianowicz, Robert Weinberg et Martin H. Greenberg, éds.
- Final Shadows par Charles L. Grant, éd.
- When the Music's Over par Lewis Shiner, éd.
- A Whisper of Blood par Ellen Datlow, éd.

#### 1993
MetaHorror par Dennis Etchison, éd.
- Freak Show par F. Paul Wilson, éd.
- Grails: Quests, Visitations and Other Occurrences par Richard Gilliam, Martin H. Greenberg et Edward E. Kramer, éds.
- Narrow Houses par Peter Crowther, éd.
- Northern Frights par Don Hutchison, éd.

#### 1994
Full Spectrum 4 par Lou Aronica, Amy Stout et Betsy Mitchell, éds.
- Christmas Forever par David G. Hartwell, éd.
- The Oxford Book of Modern Fairy Tales par Alison Lurie, éd.
- Sinistre par George Hatch, éd.
- Blanche neige, rouge sang (Snow White, Blood Red) par Ellen Datlow et Terri Windling, éds.
- The Year's Best Fantasy and Horror: Sixth Annual Collection par Ellen Datlow et Terri Windling, éds.

#### 1995
La Petite Mort (Little Deaths) par Ellen Datlow, éd.
- Black Thorn, White Rose par Ellen Datlow et Terri Windling, éds.
- Éros vampire (Love in Vein) par Poppy Z. Brite et Martin H. Greenberg, éds.
- Shadows Over Innsmouth par Stephen Jones (en), éd.

#### 1996
The Penguin Book of Modern Fantasy by Women par A. Susan Williams et Richard Glyn Jones, éds.
- Noir comme l'amour (Dark Love) par Nancy A. Collins, Edward E. Kramer et Martin H. Greenberg, éds.
- Dark Terrors par Stephen Jones (en) et David Sutton, éds.
- High Fantastic par Steve Rasnic Tem, éd.
- She's Fantastical par Lucy Sussex et Judith Raphael Buckrich, éds.

#### 1997
Starlight 1 par Patrick Nielsen Hayden, éd.
- Dark Terrors 2 par Stephen Jones (en) et David Sutton, éds.
- The Shimmering Door par Katharine Kerr et Martin H. Greenberg, éds.
- The Year's Best Fantasy and Horror: Ninth Annual Collection par Ellen Datlow et Terri Windling, éds.

#### 1998
Bending the Landscape: Fantasy par Nicola Griffith et Stephen Pagel, éds.
- Dark Terrors 3 par Stephen Jones (en) et David Sutton, éds.
- Modern Classics of Fantasy par Gardner R. Dozois, éd.
- Northern Frights 4 par Don Hutchison, éd.
- Revelations par Douglas E. Winter, éd.

#### 1999
Dreaming Down-Under par Jack Dann et Janeen Webb, éds.
- The Best of Crank! par Bryan Cholfin, éd.
- Dark Terrors 4 par Stephen Jones (en) et David Sutton, éds.
- Légendes (Legends) par Robert Silverberg, éd.
- Starlight 2 par Patrick Nielsen Hayden, éd.

### Années 2000
| Sommaire : | - Haut - 2000 - 2001 - 2002 - 2003 - 2004 - 2005 - 2006 - 2007 - 2008 - 2009 |

#### 2000
Silver Birch, Blood Moon par Ellen Datlow et Terri Windling, éds.
- 999: New Stories of Horror and Suspense par Al Sarrantonio (en), éd.
- Dark Detectives: Adventures of the Supernatural Sleuths par Stephen Jones (en), éd.
- Northern Frights 5 par Don Hutchison, éd.
- The Year's Best Fantasy and Horror: Twelfth Annual Collection par Ellen Datlow et Terri Windling, éds.

#### 2001
Dark Matter: A Century of Speculative Fiction from the African Diaspora par Sheree R. Thomas, éd.
- Dark Terrors 5 par Stephen Jones (en) et David Sutton, éds.
- Shadows and Silence par Barbara Roden et Christopher Roden, éds.
- Vanishing Acts par Ellen Datlow, éd.
- Whispers from the Cotton Tree Root: Caribbean Fabulist Fiction par Nalo Hopkinson, éd.
- The Year's Best Fantasy and Horror: Thirteenth Annual Collection par Ellen Datlow et Terri Windling, éds.

#### 2002
The Museum of Horrors par Dennis Etchison, éd.
- The Mammoth Book of Best New Horror: Volume Twelve par Stephen Jones (en), éd.
- The Mammoth Book of Vampire Stories by Women par Stephen Jones (en), éd.
- Stigmata par Jerad Walters, éd.
- The Year's Best Fantasy and Horror: Fourteenth Annual Collection par Ellen Datlow et Terri Windling, éds.

#### 2003
The Green Man: Tales from the Mythic Forest par Ellen Datlow et Terri Windling, éds. et Leviathan, Volume Three par Jeff VanderMeer et Forrest Aguirre, éds.  (ex æquo)
- The American Fantasy Tradition par Brian M. Thomsen, éd.
- Conjunctions 39: The New Wave Fabulists par Peter Straub, éd.
- The Year's Best Fantasy and Horror: Fifteenth Annual Collection par Ellen Datlow et Terri Windling, éds.

#### 2004
Strange Tales par Rosalie Parker, éd.
- The Dark: New Ghost Stories par Ellen Datlow, éd.
- Gathering the Bones par Jack Dann, Dennis Etchison et Ramsey Campbell, éds.
- The Thackery T. Lambshead Pocket Guide to Eccentric & Discredited Diseases par Jeff VanderMeer et Mark Roberts, éds.
- Trampoline: An Anthology par Kelly Link, éd.

#### 2005
Acquainted with the Night par Barbara Roden et Christopher Roden, éds. et Dark Matter: Reading the Bones par Sheree R. Thomas, éd. (ex æquo)
- The Faery Reel: Tales from the Twilight Realm par Ellen Datlow et Terri Windling, éds.
- The First Heroes: New Tales of the Bronze Age par Harry Turtledove et Noreen Doyle, éds.
- Polyphony, Volume 4 par Deborah Layne et Jay Lake, éds.

#### 2006
The Fair Folk par Marvin Kaye (en), éd.
- Adventure, Vol. 1 par Chris Roberson, éd.
- Nova Scotia: New Scottish Speculative Fiction par Neil Williamson et Andrew J. Wilson, éds.
- Polyphony, Volume 5 par Deborah Layne et Jay Lake, éds.
- Weird Shadows Over Innsmouth par Stephen Jones (en), éd.

#### 2007
Salon Fantastique par Ellen Datlow et Terri Windling, éds.
- Cross Plains Universe: Texans Celebrate Robert E. Howard. par Scott A. Cupp et Joe R. Lansdale, éds.
- Firebirds Rising par Sharyn November, éd.
- Retro Pulp Tales par Joe R. Lansdale, éd.
- Twenty Epics par David Moles et Susan Marie Groppi, éds.

#### 2008
Inferno par Ellen Datlow, éd.
- The Coyote Road: Trickster Tales par Ellen Datlow et Terri Windling, éds.
- Five Strokes to Midnight par Gary A. Braunbeck et Hank Schwaeble, éds.
- Logorrhea par John Klima, éd.
- Wizards par Jack Dann et Gardner R. Dozois, éds.

#### 2009
Paper Cities: An Anthology of Urban Fantasy par Ekaterina Sedia (en), éd.
- The Del Rey Book of Science Fiction and Fantasy par Ellen Datlow, éd.
- The Living Dead par John Joseph Adams (en), éd.
- Steampunk par Ann VanderMeer (en) et Jeff VanderMeer, éds.
- The Year's Best Fantasy and Horror 2008: Twenty-First Annual Collection par Ellen Datlow, Kelly Link et Gavin J. Grant, éds.

### Années 2010
| Sommaire : | - Haut - 2010 - 2011 - 2012 - 2013 - 2014 - 2015 - 2016 - 2017 - 2018 - 2019 |

#### 2010
American Fantastic Tales: Terror and the Uncanny: From Poe to the Pulps/From the 1940s to Now par Peter Straub, éd.
- Eclipse Three par Jonathan Strahan (en), éd.
- Exotic Gothic 3: Strange Visitations par Danel Olson, éd.
- Poe par Ellen Datlow, éd.
- Chansons de la Terre mourante (Songs of The Dying Earth: Stories in Honor of Jack Vance) par George R. R. Martin et Gardner R. Dozois, éds.
- The Very Best of Fantasy & Science Fiction: Sixtieth Anniversary Anthology par Gordon Van Gelder, éd.

#### 2011
My Mother, She Killed Me, My Father, He Ate Me par Kate Bernheimer, éd.
- Black Wings: New Tales of Lovecraftian Horror par S. T. Joshi, éd.
- Haunted Legends par Ellen Datlow et Nick Mamatas, éds.
- Stories: All-New Tales par Neil Gaiman et Al Sarrantonio (en), éds.
- Swords & Dark Magic par Jonathan Strahan (en) et Lou Anders, éds.
- The Way of the Wizard par John Joseph Adams (en), éd.

#### 2012
The Weird par Ann VanderMeer (en) et Jeff VanderMeer, éds.
- Blood and Other Cravings par Ellen Datlow éd.
- A Book of Horrors par Stephen Jones (en), éd.
- The Thackery T. Lambshead Cabinet of Curiosities par Ann VanderMeer (en) et Jeff VanderMeer, éds.
- Gutshot par Conrad Williams, éd.

#### 2013
Postscripts #28/#29: Exotic Gothic 4 par Danel Olson, éd.
- Epic: Legends of Fantasy par John Joseph Adams (en), éd.
- Three Messages and a Warning: Contemporary Mexican Short Stories of the Fantastic par Eduardo Jiménez Mayo et Chris N. Brown, éds.
- Magic: An Anthology of the Esoteric and Arcane par Jonathan Oliver (en), éd.
- Under My Hat: Tales from the Cauldron par Jonathan Strahan (en), éd.

#### 2014
Dangerous Women (Dangerous Women) par George R. R. Martin et Gardner R. Dozois, éds.
- xo Orpheus: Fifty New Myths par Kate Bernheimer, éd.
- Queen Victoria’s Book of Spells par Ellen Datlow et Terri Windling, éds.
- Flotsam Fantastique: The Souvenir Book of World Fantasy Convention 2013 par Stephen Jones (en), éd.
- End of the Road par Jonathan Oliver (en), éd.
- Fearsome Journeys: The New Solaris Book of Fantasy par Jonathan Strahan (en), éd.

#### 2015
Monstrous Affections par Kelly Link et Gavin J. Grant, éds.
- Fearful Symmetries par Ellen Datlow, éd.
- Long Hidden: Speculative Fiction from the Margins of History par Rose Fox et Daniel José Older, éds.
- Shadows & Tall Trees 2014 par Michael Kelly, éd.
- Vauriens (Rogues) par George R. R. Martin et Gardner R. Dozois, éds.

#### 2016
She Walks in Shadows par Silvia Moreno-Garcia et Paula R. Stiles, éds.
- The Doll Collection par Ellen Datlow, éd.
- Black Wings IV par S. T. Joshi, éd.
- Cassilda’s Song par Joseph S. Pulver, Sr., éd.
- Aickman’s Heirs par Simon Strantzas, éd.

#### 2017
Dreaming in the Dark par Jack Dann, éd.
- Clockwork Phoenix 5 par Mike Allen, éd.
- Children of Lovecraft par Ellen Datlow, éd.
- The Best American Science Fiction and Fantasy 2016 par Karen Joy Fowler et John Joseph Adams (en), éds.
- The Starlit Wood par Dominik Parisien et Navah Wolfe (en), éds.

#### 2018
The New Voices of Fantasy par Peter S. Beagle et Jacob Weisman, éds.
- Black Feathers: Dark Avian Tales par Ellen Datlow, éd.
- Épées et Magie (The Book of Swords) par Gardner R. Dozois, éd.
- The Djinn Falls in Love and Other Stories par Mahvesh Murad et Jared Shurin, éds.
- The Best of Subterranean par William Schafer, éd.

#### 2019
Worlds Seen in Passing par Irene Gallo, éd.
- Sword and Sonnet par Aidan Doyle, Rachael K. Jones, et E. Catherine Tobler, éds.
- Sorciers et Magie (The Book of Magic) par Gardner Dozois, éd.
- Best New Horror #28 par Stephen Jones (en), éd.
- Robots vs Fairies par Dominik Parisien et Navah Wolfe (en), éds.

### Années 2020
| Sommaire : | - Haut - 2020 - 2021 - 2022 - 2023 - 2024 - 2025 |

#### 2020
New Suns: Original Speculative Fiction by People of Color par Nisi Shawl, éd.
- Echoes: The Saga Anthology of Ghost Stories par Ellen Datlow, éd.
- The Outcast Hours par Mahvesh Murad et Jared Shurin, éds.
- The Mythic Dream par Dominik Parisien et Navah Wolfe (en), éds.
- The Big Book of Classic Fantasy par Ann VanderMeer (en) et Jeff VanderMeer, éds.

#### 2021
The Big Book of Modern Fantasy par Ann VanderMeer (en) et Jeff VanderMeer, éds.
- Edited By par Ellen Datlow, éd.
- The Valancourt Book of World Horror Stories, Vol. 1 par James D. Jenkins et Ryan Cagle, éds.
- Shadows & Tall Trees 8 par Michael Kelly, éd.
- The Book of Dragons par Jonathan Strahan (en), éd.

#### 2022
The Year’s Best African Speculative Fiction (2021) par Oghenechovwe Donald Ekpeki (en), éd.
- Professor Charlatan Bardot’s Travel Anthology to the Most (Fictional) Haunted Buildings in the Weird, Wild World (2021 Edition) par Charlatan Bardot et Eric J. Guignard, (en), éds.
- When Things Get Dark: Stories Inspired by Shirley Jackson par Ellen Datlow, éd.
- The Year’s Best Dark Fantasy & Horror Volume Two par Paula Guran, éd.
- Speculative Fiction for Dreamers: A Latinx Anthology par Alex Hernandez (en), Matthew David Goodwin et Sarah Rafael García, éds.

#### 2023
Africa Risen: A New Era of Speculative Fiction par Oghenechovwe Donald Ekpeki (en), Zelda Knight et Sheree R. Thomas, éds.
- Screams from the Dark: 29 Tales of Monsters and the Monstrous par Ellen Datlow, éd.
- Other Terrors: An Inclusive Anthology par Vince A. Liaguno et Rena Mason (en), éds.
- Dark Stars: New Tales of Darkest Horror par John F. D. Taff, éd.
- Trouble the Waters: Tales from the Deep Blue par Pan Morigan, Sheree R. Thomas et Troy L. Wiggins, éds.

#### 2024
The Book of Witches par Jonathan Strahan (en), éd.
- Christmas and Other Horrors par Ellen Datlow, éd.
- Year’s Best Canadian Fantasy & Science Fiction: Volume One par Stephen Kotowych, éd.
- The Best American Science Fiction and Fantasy 2023 par R. F. Kuang et John Joseph Adams (en), éds.
- Out There Screaming: An Anthology of New Black Horror par Jordan Peele et John Joseph Adams (en), éds.

#### 2025
Le gagnant sera annoncé au cours de la cérémonie des prix World Fantasy 2025 qui se tiendra le 2 novembre 2025 à Brighton en Angleterre durant la World Fantasy Convention.
- Heartwood par Dan Coxon, éd.
- Discontinue If Death Ensues par Carol Gyzander et Anna Taborska, éds.
- Northern Nights par Michael Kelly, éd.
- The Dagon Collection par Nate Pedersen, éd.
- The Crawling Moon: Queer Tales of Inescapable Dread par Dave Ring, éd.